# Harras (Adelsgeschlecht)

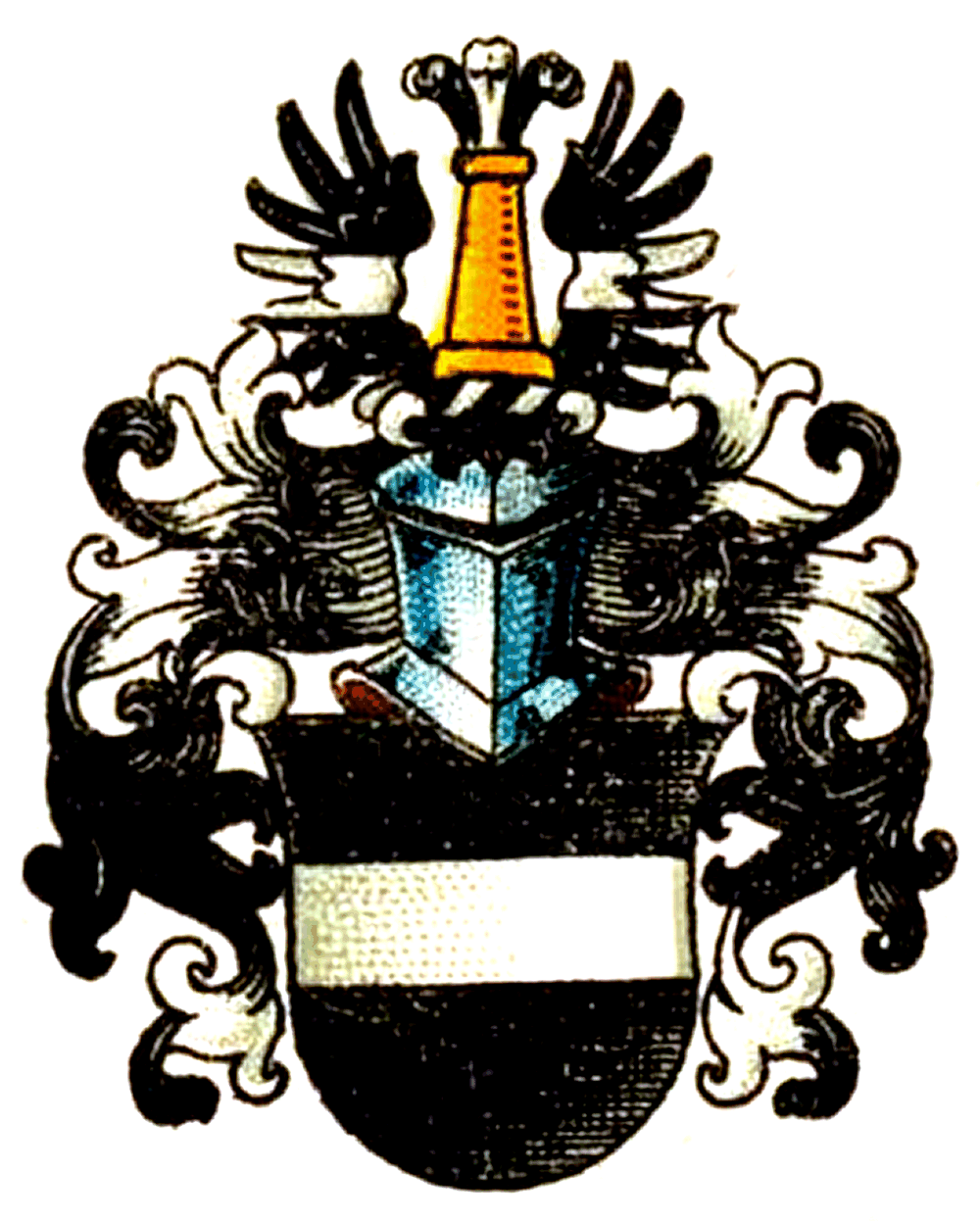
Wappen derer von Harras, nach Adolf Matthias Hildebrandt, zwischen 1900 und 1920

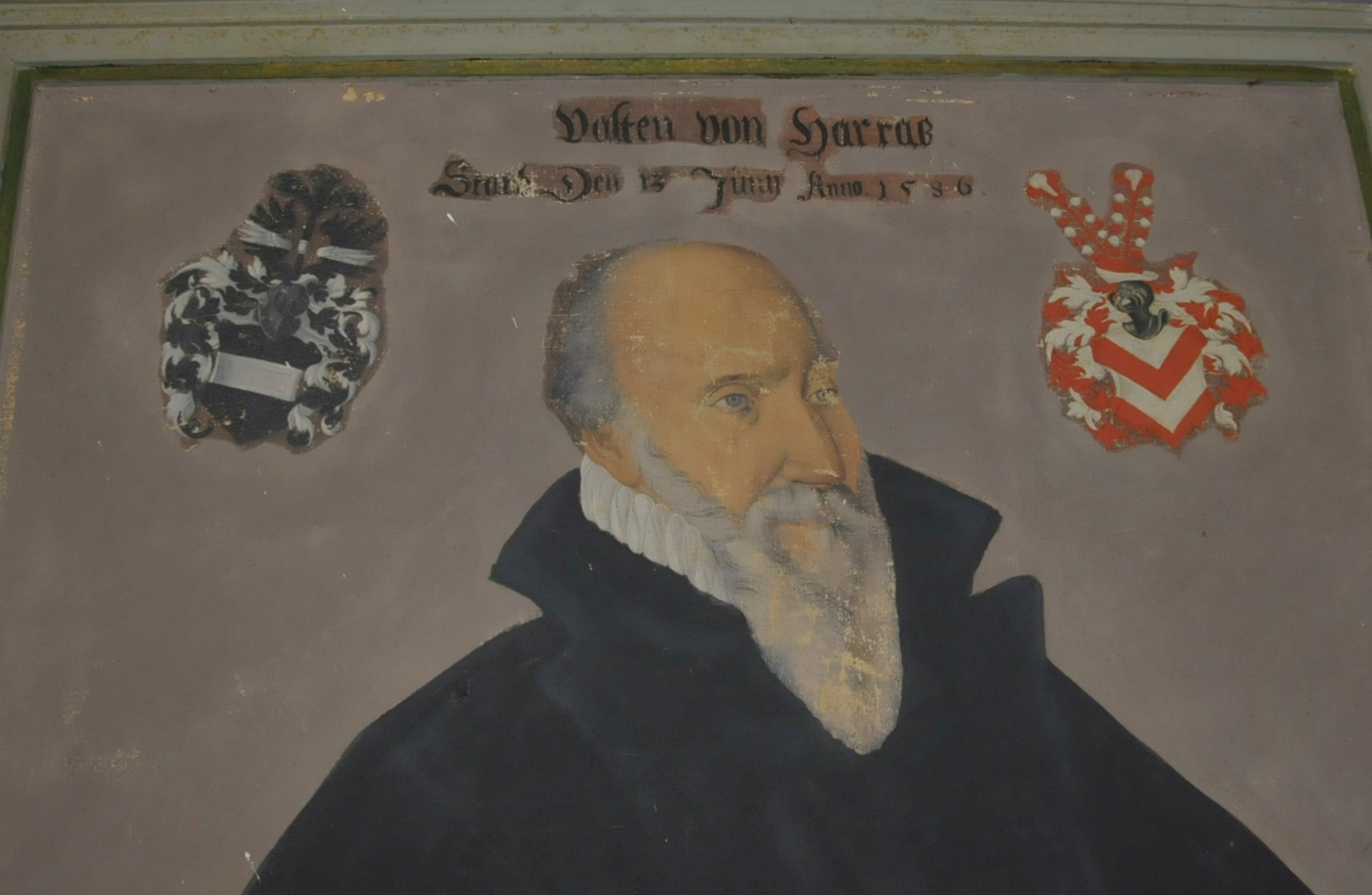
Porträt des Valten von Harras in der Kirche von Magdala (Ausschnitt) mit den Wappen v. Harras und seiner Gemahlin Katharina v. Witzleben (Ölgemälde der Cranach-Schule)

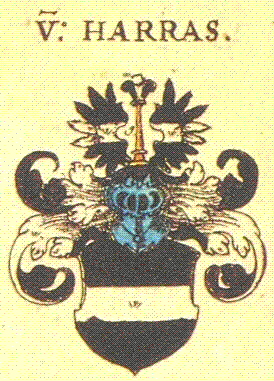
Wappen in Siebmachers Wappenbuch 1605

Die Familie von Harras war ein altritterliches Adelsgeschlecht aus dem Thüringischen und Mansfeldischen sowie auch Angehörige des Erfurter Patriziats.

## Geschichte

### Ursprung
Der Name wurde vermutlich vom Ort Harras im Kyffhäuserkreis (Ortsteil der Gemeinde Oberheldrungen) entlehnt.
Die von Harras gehörten zu den Vasallen der Landgrafen von Thüringen und auch der Grafen von Beichlingen. Als erster fand Albrecht von Harras von 1268 bis 1289 Erwähnung. 1301 war Heinrich v. Harras verwandt mit dem Bischof von Merseburg, Heinrich IV., genannt Kindt. Ein Henricus dictus Harras erscheint 1331 als mansfeldischer Vasall. Ein Albrecht von Harras besaß 1369 ein Gut zu Gorsleben und war beichlingischer Burgmann. Der Ritter Hermann von Harras d. Ä., Oberst und Feldhauptmann unter Kurfürst Friedrich und dessen drei Brüder, Balthasar, Werner und Jorge (Georg) von Harras, hatten von 1441 bis 1445 die Burg in Burgscheidungen als Lehen inne. Hermann von Harras’ vier Söhne werden 1467 in einer querfurtischen Urkunde erwähnt.

### Verbreitung
1455 werden die Gebrüder von Harras mit Magdala belehnt. Im mansfeldischen Gehofen besaß Hans von Harras 1498 ein Gut. Ein Lieutenant Friedrich Wilhelm von Harras kaufte 1680 Großobringen von denen von Eberstein. Weitere Familiensitze waren auf Gehofen, Gorsleben, Horburg, Karsdorf, Lichtenwalde, Magdala, Ulrichshalben, Sinderstedt und auf der Burg, später dem Rittergut Oßmannstedt bis 1735. 1832 wurde der preußische Premierlieutenant Carl v. Harras genannt. Bruno erwähnt 1839 einen Hugo von Harras und dessen Tochter Elisabeth, die den Rudolph von Blankenau ehelichte. Weiter erwähnt er einen Gero von Harras. Dessen Tochter Claudia war mit Robert von Harras verheiratet. Aus der Verbindung soll ein Curt hervorgegangen sein. Sommerfeldt erwähnt im Jahre 1922 ebenfalls einen Ahnherren namens Kurt von Harras, indem er auf einen Roman von Friederike Lohmann eingeht.

## Wappen
Blasonierung: Das Stammwappen zeigt auf schwarzem Schild ein silberner Balken; auf dem Helm mit schwarz-silbernen Helmdecken ein offener, wie der Schild bezeichneter und tingierter Flug, dazwischen ein goldener, mit Pfauenfedern besteckter Spickel.

## Persönlichkeiten
- Hermann von Harras, (* unsicher um 1400; † 1451)
- Dietrich I. von Harras, (* um 1430; † 1499), Sohn von Hermann von Harras
- Otto von Harras, (* um 1440; † 1506), 3. Sohn von Hermann von Harras
- Heinrich von Harras zu Oßmannstett[1]
- Eustachius von Harras, (* um 1500; † Herbst 1561)
- Valten von Harras, († 13. Juni 1586), Edelhofbesitzer und Kirchenpatron in Magdala
- Eustachius II. von Harras, (* um 1580; 19. Februar 1658), Sohn von Dietrich II. von Harras